# Tic-Tac do Amor
Tic-Tac do Amor é uma canção do grupo Trem da Alegria lançada em seu álbum homônimo, de 1986. Trata-se do último single a ser lançado e repetiu o êxito comercial de seus predecessores: "He-Man", "Na Casca do Ovo", "Fera Neném" e "Zeppelin". Traz a participação especial do cantor de new-wave, Joe. Apareceu em coletâneas de sucessos dos anos de 1980 no decorrer dos anos e foi regravada por vários artistas.

## Produção e lançamento
O álbum Trem da Alegria, de 1986, foi o de maior sucesso do grupo infantil Trem da Alegria, vendendo mais de 1,2 milhões de cópias e alcançando a posição de #1 na lista de álbuns mais vendidos da Nopem. O último single a ser lançado, "Tic-Tac do Amor", repetiu o sucesso dos singles anteriores e tornou-se uma das canções mais lembradas do grupo pelos fãs e pela mídia.
Segundo Ivisson Cardoso, da revista Fórum, a letra da canção "reforça o poder de acreditar nos sonhos, possui caráter positivo e estimula a força interior presente em cada um."
"Tic tac do amor" traz a participação especial de Joe Euthanázia nos vocais, cantor que faleceu em um acidente automobilístico em 1989 e figura frequente da cena new-wave, sendo coautor de hits como "Mintchura" (da cantora Neusinha Brizola), "Tudo pode mudar" (da banda Metrô) e de "She-Ra", canção de Xuxa que aparece no álbum Xou da Xuxa, de 1986.
Em 1986, "Tic-Tac do Amor" foi incluída na compilação Explosão da Alegria II, da gravadora Rio Claro, o LP incluía as canções infantis de maior sucesso dos anos de 1980. Também aparece na compilação Focus: O essencial de Trem da Alegria, de 1999, da gravadora BMG.

## Versões
O grupo infantil do programa Chiquilladas, do México, gravou uma versão em espanhol em 1986, chamada "Tic-Tac del Amor", no álbum Canta Con Sus Amigos, da gravadora RCA Victor.
Em 1989, o grupo infantil argentino La Plaga gravou a canção para o álbum que levava o mesmo nome do grupo no título.
Após 15 anos do lançamento original do grupo Trem da Alegria, a apresentadora e cantora Eliana, fez uma regravação que foi incluída em seu álbum Eliana, de 2001, que vendeu mais de 150 mil cópias no Brasil e ganhou um disco de ouro.